# Stade Percival-Molson
Das Stade Percival-Molson (englisch Percival Molson Memorial Stadium) ist ein Canadian-Football-Stadion in der kanadischen Stadt Montreal, Provinz Québec. Es befindet sich an der Avenue des Pins, am Rand des Campus der McGill University und am Osthang des Mont Royal. Das im Jahr 1915 eröffnete Stadion bietet 25.012 Zuschauern Platz und verfügt auch über eine Leichtathletikanlage mit drei Bahnen. Benannt ist es nach dem Sportler Percival Molson. Hauptnutzer sind die Montreal Alouettes in der Canadian Football League und die Universitätsmannschaft McGill Redmen.

## Geschichte
Die Eröffnung des Stadions erfolgte am 22. Oktober 1915 im Rahmen einer Leichtathletikveranstaltung, unter der Bezeichnung McGill Graduates’ Stadium. Architekt war der für zahlreiche öffentliche Bauten bekannte Percy Erskine Nobbs. Wegen des Ersten Weltkriegs konnten zunächst keine Footballspiele ausgetragen werden. Am 19. Oktober 1919 wurde das Stadion zu Ehren des in Frankreich gefallenen Sportlers Percival Molson umbenannt. Er hatte in seinem Testament der McGill University 75.000 CAD vermacht, um die Finanzierung der Baukosten zu sichern. Das erste Footballspiel fand am 8. November 1919 statt.
Zu Beginn hatte das Stadion eine Kapazität von 7676 Zuschauern. Molson war das Heimstadion der Football-Abteilung der Montreal Amateur Athletic Association. In den 1930er Jahren erwies sich das Stadion allmählich als zu klein für das wachsende Zuschauerinteresse. Es erhielt die erste Flutlichtanlage Kanadas und bis zu Beginn der 1960er Jahre wurde die Kapazität schrittweise auf 19.500 erweitert. Die Montreal Alouettes zogen 1954 in das Stade Percival-Molson und nutzten es bis 1967. Während der Olympischen Sommerspiele 1976 war das Stadion Austragungsort des Hockeyturniers.
1998 bezogen die Alouettes wieder das Stadion. Es war in der Zwischenzeit etwas heruntergekommen und musste instandgestellt werden. Anschließend standen 17.317 Sitzplätze zur Verfügung. Mit temporären Tribünen konnte die Zuschauerkapazität bis 2004 schrittweise auf 20.202 erhöht werden. 2009/10 wurde das Stadion erweitert und vollständig renoviert, seither bietet es 25.012 Zuschauern Platz.